# Etnografía crítica
De acuerdo con Thomas (2003), la etnografía crítica no es una teoría sino una perspectiva por la cual un investigador cualitativo puede enmarcar cuestionamientos y promover acción. Su propósito es la emancipación de miembros culturales de ideologías que no son de su beneficio y no de su creación –un concepto importante en teoría crítica. Porque la etnografía crítica surge de puntos  teoréticos de la teoría crítica, inicia con asumir que las instituciones culturales pueden producir una falsa conciencia en donde poder y opresión se vuelven ‘realidades’ “tomadas de a gratis” o ideologías. De esta manera, la etnografía crítica va más allá de una descripción de la cultura, va hacia la acción para el cambio, al cuestionar  la falsa conciencia e ideologías expuestas a lo largo de la investigación.